# Александар Јовановић (књижевник)
Александар Јовановић (1949. — 2021.) био је српски професор и књижевник. Био је дугогодишњи прoфесoр Учитељског факултета. Саставио је Антологију српске родољубиве поезије (коаутор) и Антологију српске поезије о Првом светском рату. Приредио је више од двадесет књига српских писаца XX века и уредио десетину научних зборника и објавио већи број радова о настави књижевности и о актуелним питањима српског образовања.